# Departamento Picunches
Das Departamento Picunches liegt im Westen der Provinz Neuquén im Süden Argentiniens und ist eine von 16 Verwaltungseinheiten der Provinz. 
Es grenzt im Norden an das Departamento Loncopué, im Osten an das Departamento Añelo, im Süden an die Departamentos Zapala und Catán Lil, im Südwesten an das Departamento Aluminé und im Westen an Chile. 
Die Hauptstadt des Departamento Picunches ist Las Lajas.

## Bevölkerung

### Übersicht
Das Ergebnis der Volkszählung 2022 ist noch nicht bekannt. Bei der Volkszählung 2010 war das Geschlechterverhältnis mit 3.628 männlichen und 3.394 weiblichen Einwohnern recht ausgeglichen mit einem Männerüberhang.
Nach Altersgruppen verteilte sich die Einwohnerschaft auf 2.099 Personen (29,9 %) im Alter von 0 bis 14 Jahren, 4.436 Personen (63,2 %) im Alter von 15 bis 64 Jahren und 487 Personen (6,9 %) von 65 Jahren und mehr.

### Bevölkerungsentwicklung
Das Gebiet ist sehr dünn besiedelt. Die Bevölkerungszahl hat seit 1970 stark zugenommen. Die Schätzungen des INDEC gehen von einer Bevölkerungszahl von 8.188 Einwohnern per 1. Juli 2022 aus.
| Jahr | 1947  | 1960  | 1970  | 1980  | 1991  | 2001  | 2010  | 2022    |
| Einwohner                                                                                                | 5.916 | 4.886 | 4.673 | 5.111 | 5.812 | 6.427 | 7.022 | k. Ang. |
| Bevölkerungsentwicklung des Departements seit 1947; Quelle: Ergebnisse der Volkszählungen in Argentinien |       |       |       |       |       |       |       |         |

## Städte und Gemeinden
Das Departamento Picunches gliedert sich in eine Gemeinde zweiter Kategorie (Las Lajas), eine Gemeinde dritter Kategorie (Covunco Abajo) und zwei Comisiones de Fomento (Bajada del Agrio und Quili Malal). Weitere Kleinsiedlungen (parajes) sind Agrio del Medio, La Buitrera, Mallin Quemado, Peña Haichol, San Demetrio und Villa del Agrio.